# 明正寺
明正寺（みょうしょうじ）は、愛媛県新居浜市黒島にある寺院。山号は龍宝山、宗派は真言宗善通寺派、本尊は聖観音菩薩。新四国曼荼羅霊場の第二十九番札所。当寺名の付いたミョウショウジザクラの原木がある。
御詠歌：海よりも　深き誓いを　たのみなば　心のはなも　やがて開かん

## 概要・歴史
1200年前、斉明天皇と大田姫（大海人皇子の妃）が船で九州行幸の途中、黒島沖で姫が産気ずかれこの地に上陸、黒島神社に祈念すると皇女を出産された。その約60年後越智氏により西法寺が当地に建立され黒島神社とともに、安産祈願の寺になる。その後、1643年 （寛永20年）に高野山龍光院を通じて明正天皇の病気平癒祈願の祈祷を修するよう命令が下り、その時より明正寺と改められる。
1808年（文化5年）の大火により全山焼失するも、明正天皇の尊儀（位牌）と本尊および数点の寺宝が持ち出された。

## 伽藍
- 山門
- 本堂
- 薬師堂：1997年（平成9年）11月22日落慶、目引き薬師と呼ばれる画像が本尊。黒島地蔵堂本尊と黒島毘沙門堂本尊も祀られている。
- 鐘楼

## 文化財
県指定有形文化財
- 銅銭承和昌宝 30枚：835年（承和2年）1月鋳造の一文銭。1965年（昭和40年）4月2日指定
- 金銅密教法具17種(29個)：鎌倉時代末期から南北朝時代にかけての製作。昭和40年4月2日指定

新居浜市指定有形文化財
- 金胎両界曼荼羅：昭和40年6月3日指定
- 弘法大師御影像：昭和40年6月3日指定
- 釈尊誕生仏：昭和40年6月3日指定
- 仏舎利塔と舎利器：昭和40年6月3日指定
- 鉄鉢と二十五条麻袈裟：昭和40年6月3日指定
- 秘法三十二箇巻：昭和40年6月3日指定
- 孔雀文金銅磬：1977年（昭和52年）4月7日指定

新居浜市指定史跡
- 深尾権太輔の墓（新居浜市指定史跡）昭和52年4月7日指定

新居浜市指定天然記念物
- ミョウショウジザクラ：昭和52年4月7日指定

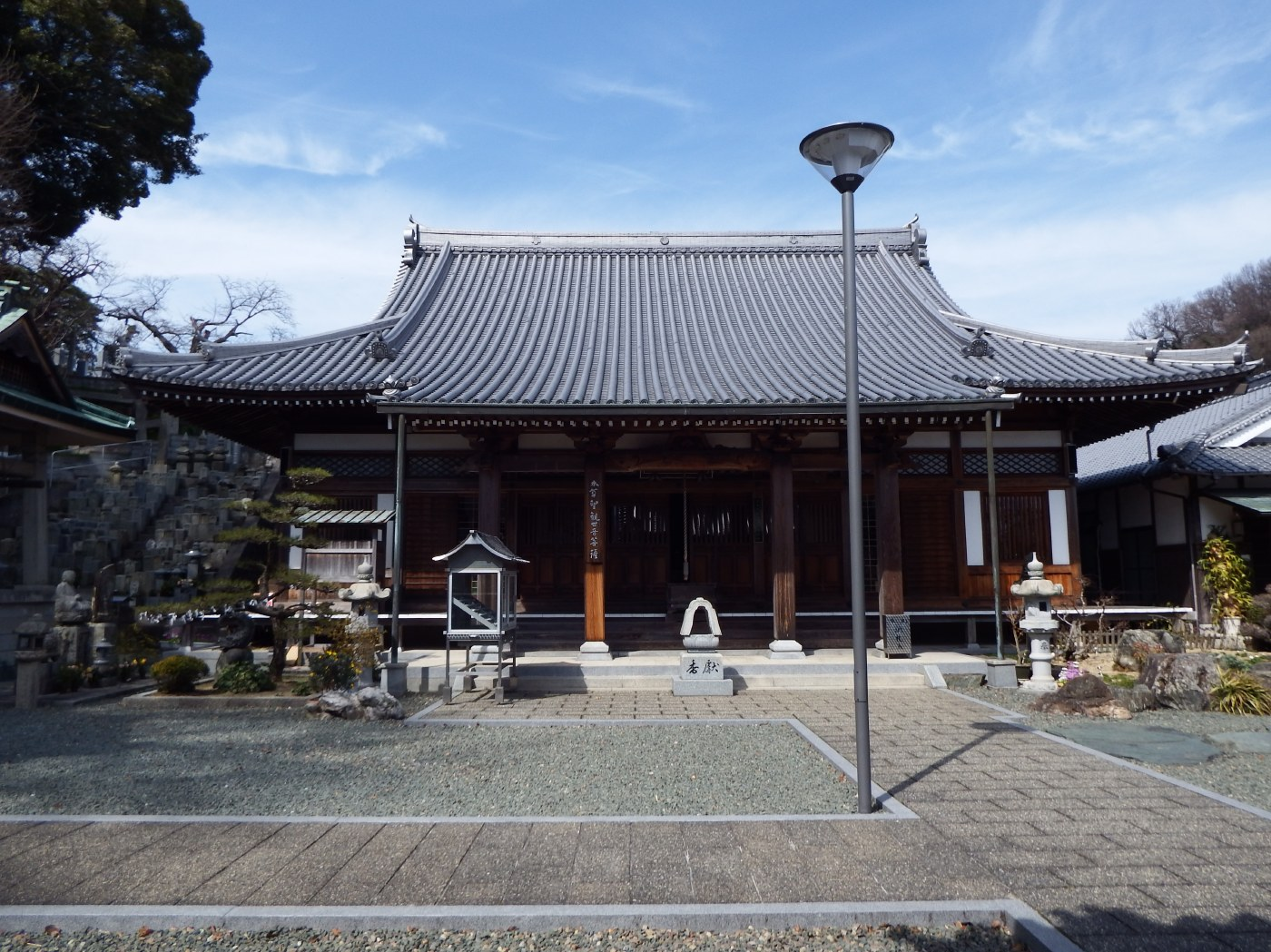
本堂
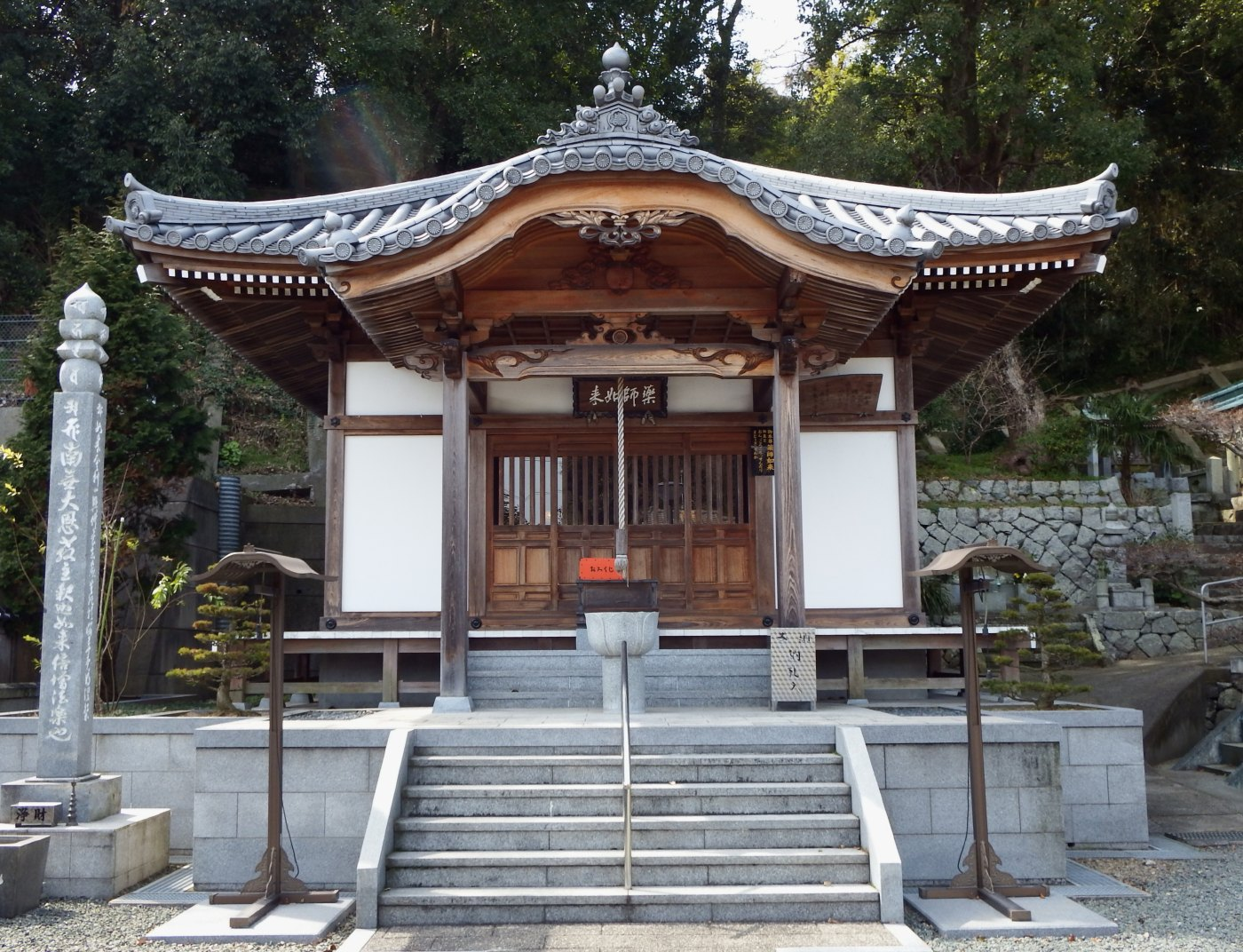
薬師堂
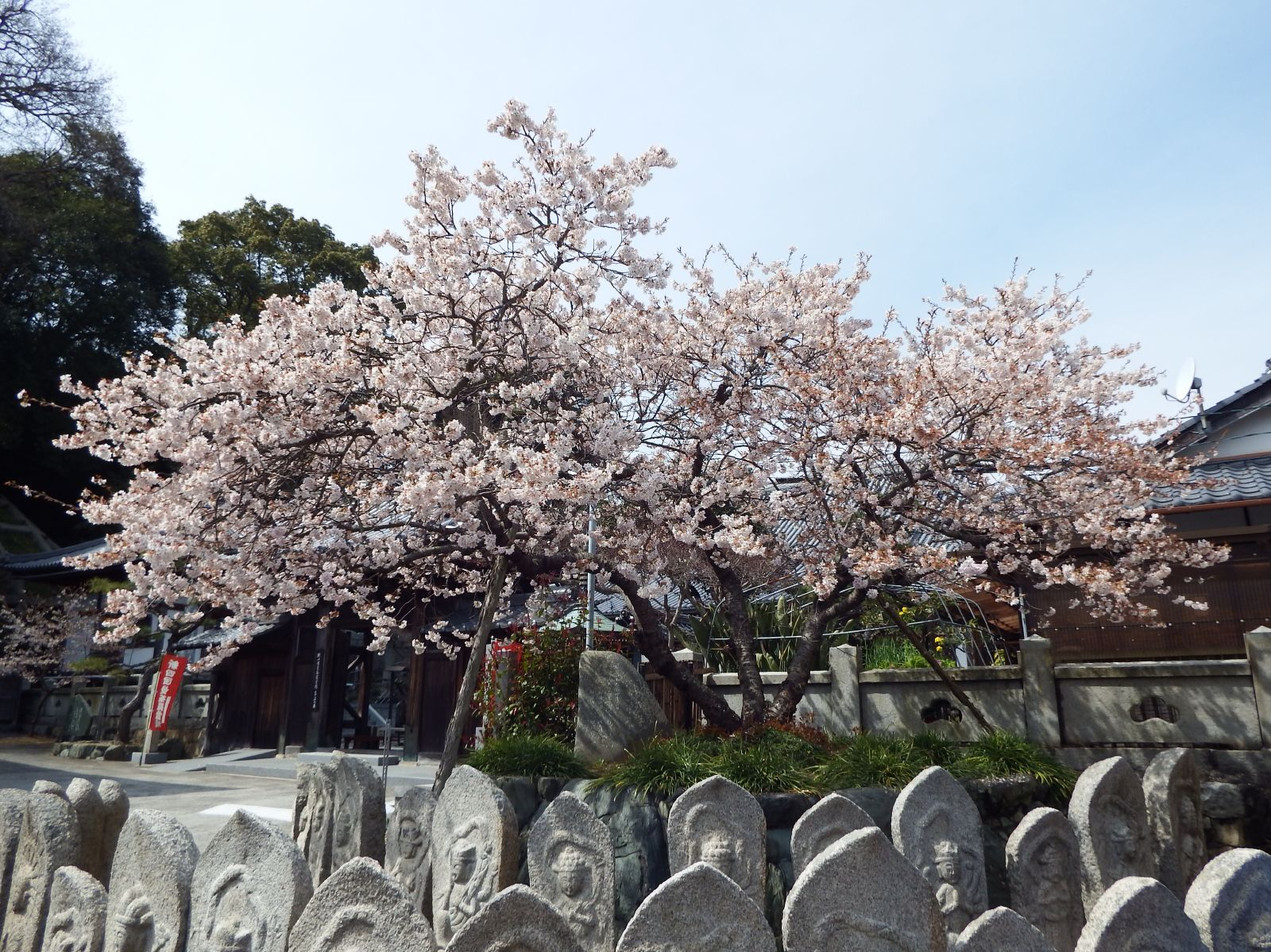
ミョウショウジザクラ

## 前後の札所
新四国曼荼羅霊場
28番 三福寺-- 29番 明正寺 -- 30番 萩生寺